# Curçay-sur-Dive
Curçay-sur-Dive is een gemeente in het Franse departement Vienne (regio Nouvelle-Aquitaine) en telt 231 inwoners (2004). De plaats maakt deel uit van het arrondissement Châtellerault.

## Geografie
De oppervlakte van Curçay-sur-Dive bedraagt 16,1 km², de bevolkingsdichtheid is 14,3 inwoners per km².

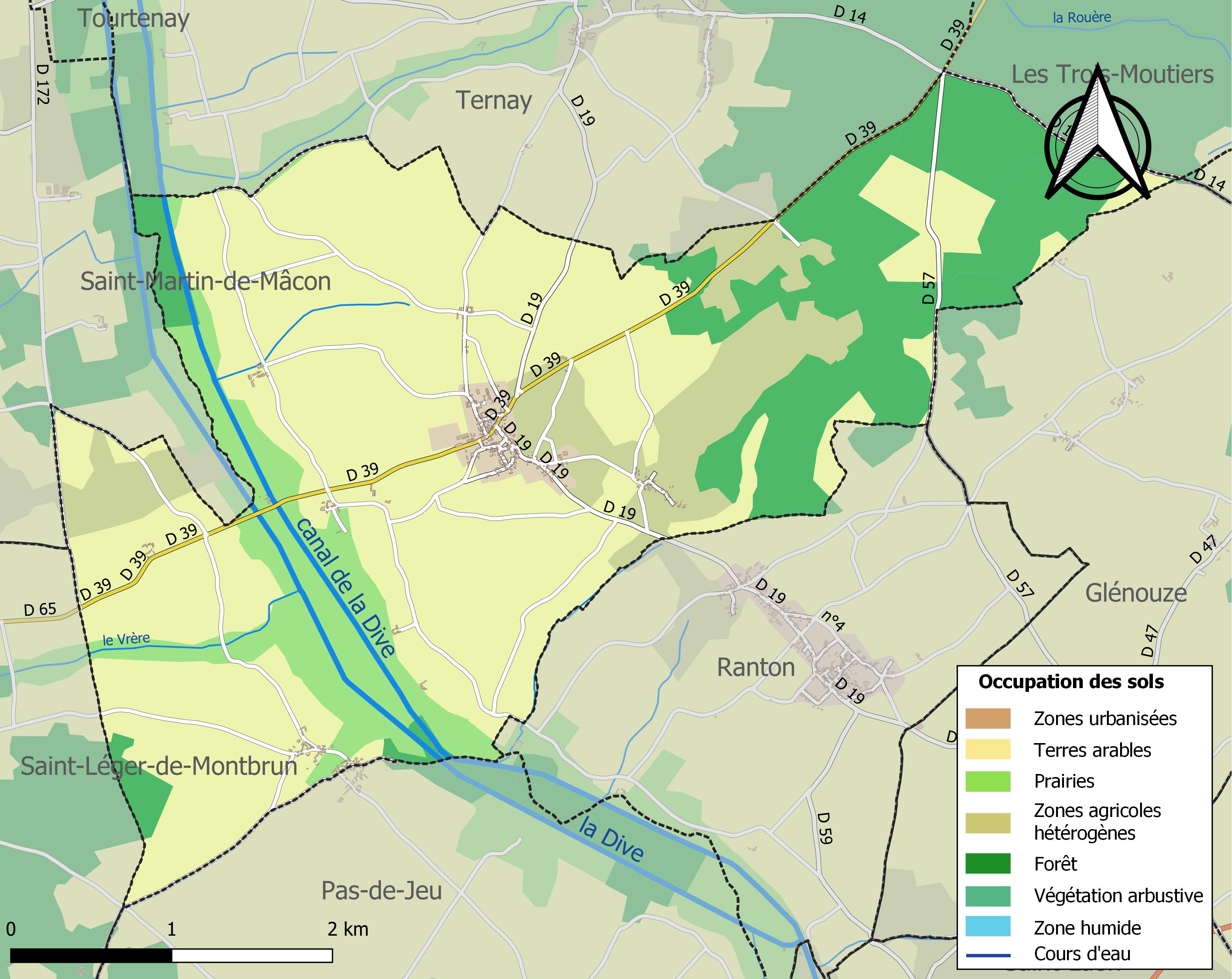
Kaart van de gemeente met de belangrijkste infrastructuur, bodemgebruik en omliggende gemeenten

## Demografie
Onderstaande figuur toont het verloop van het inwonertal (bron: INSEE-tellingen).

1. ↑  Populations de référence 2022.